# Чемберлен, Питер третий
Питер Чемберлен или Питер Третий (в ряде источников Чамберлин или Чемберлин; англ. Peter Chamberlen, англ. Peter the Third; 1601–1683) — английский врач-акушер который был приглашен в Русское царство Государем, Царём и Великим Князем всея Руси Михаилом Фёдоровичем в качестве лейб-медика в 1642 году.

## Биография
Питер Чамберлин родился в 1601 году в семье врача акушера Питера Чемберлена младшего (1572—1626), который вместе с братом Питером Чемберленом старшим (c.1560-1631) изобрёл акушерские щипцы; Питер Третий унаследовал фамильный секрет конструкции и использования щипцов.
Получил хорошее образование: начал обучение в школе Мёрчант Тэйлорс, в 1615 году поступил в Колледж Эммануэля в Кембридже. Питер продолжил своё обучение в Гейдельбергском университете, и затем в 1619 году, слушал лекции в Падуанском университете, после перешёл на медицинский факультет в Оксфордского университета.
В это же самое время П. Чемберлен усердно занимался изучением древних языков, которыми впоследствии владел в совершенстве, так что даже некоторые свои сочинения писал на латинском языке. Продолжая семейную династию, своей основной специальностью Чемберлин избрал акушерство.

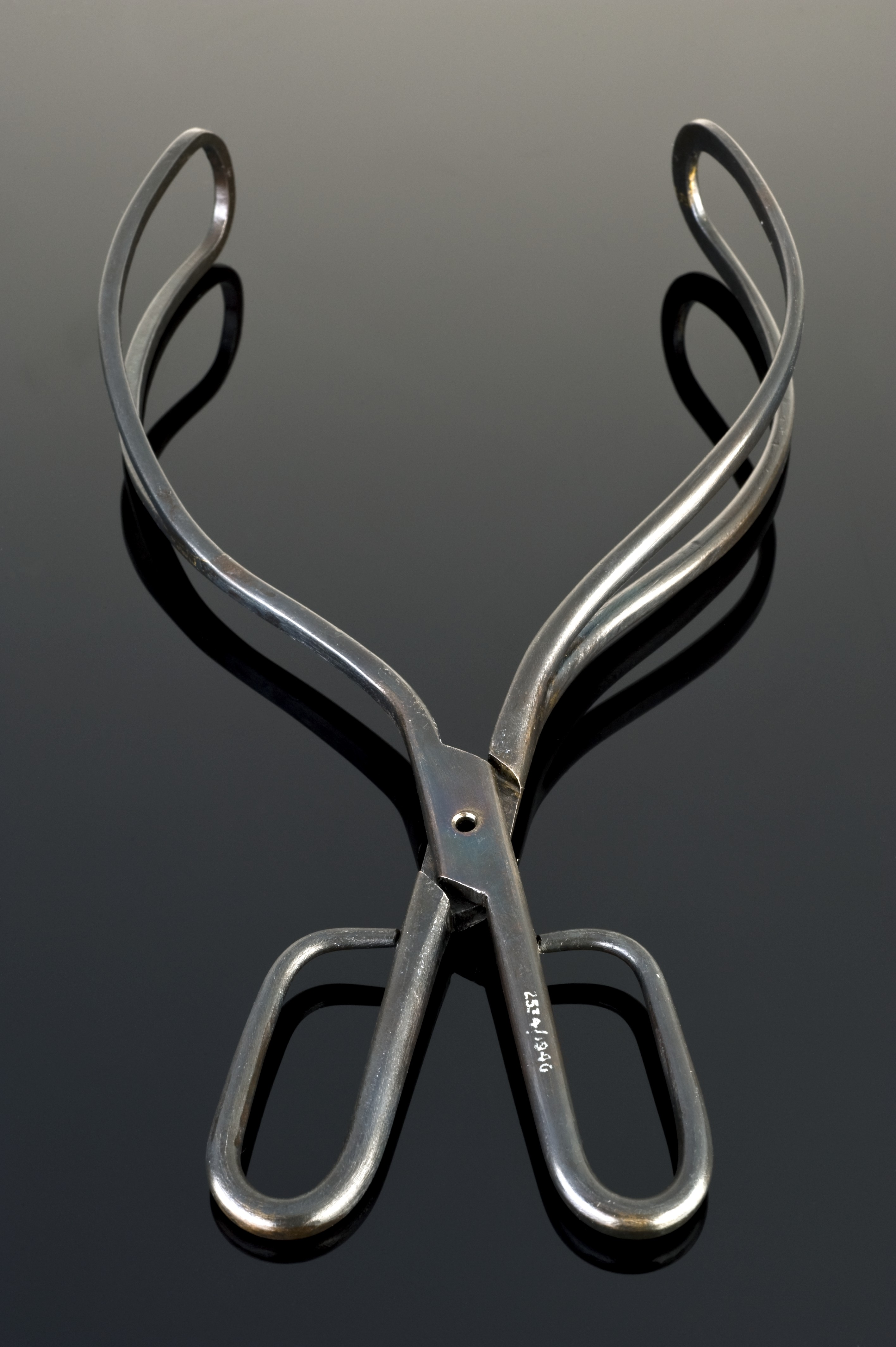
Акушерские щипцы Чемберленов

Карл I всеми силами старался замедлить отъезд Чемберлена в Россию, так как последний владел вышеупомянутым семейным секретом акушерских щипцов; в точности даже не известно — попал ли Чемберлен в Россию, так как в одном из писем к Михаилу Фёдоровичу Карл I, оправдывая свое промедление говорит, что, по его мнению, приезд Чемберлена в Россию вовсе не необходим, так как в это время возвращался из Англии врач Элмстон, русский подданный, который был послан изучать медицину в одном из английских университетов и теперь вполне мог бы достойно занять место лейб-медика при русском дворе.
Питер Чемберлен принял роды у Генриетты Марии Французской, то есть был акушером при рождении будущего короля Англии Карла II.
На время междуцарствования Питер удалился в купленную им усадьбу в деревушке Вудхам Мортимер, в Эссексе, Великобритания.
Из научных трудов Чемберлена наибольшую известностью пользовались следующие: «Vindiciae balnearum artificialium publicarum»; «Advocatus pauperum vel Samaritanus Anglice scriptus» (на английском языке — «The accomplished Mildife»).
Питер Чамберлин Третий скончался в 1683 году

## Семья
Чемберлен был женат сначала на Джейн Мидделтон, старшей дочери сэра Хью Мидделтона, 1-го баронета; его второй женой была Энн Харрисон. Всего у него было 14 сыновей и четыре дочери. 
- Его старший сын, Хью Чемберлен старший[англ.] (Hugh Chamberlen the elder; 1630—1720?), так же практиковал акушерство с использованием секретных щипцов. В 1670 году он пытался продать секрет этого инструмента, для чего прибыл в Париж, где встретился с Франсуа Морисо. Морисо, чтобы испытать Чемберлена, дал тому задание принять сложные роды: рожала 38-летняя карлица, с патологически деформированными тазовыми костями. Задача была невыполнима: мать и младенец умерли. Морисо не стал приобретать у Хью старшего щипцы, и тот вернулся в Англию. С собой Хью Чемберлен привёз опубликованный в 1668 году труд Морисо «Traité des Maladies des Femmes Grosses et Accouchées» («Трактат о болезнях беременных и о родах»). Он перевёл его и опубликовал в 1672 году, назвав «The accomplish’t Midwife» («Опытная повитуха»). Эта книга принела ему известность и обширную практику[4].

- Другой сын Питера Третьего, Хью Чемберлен младший (1664—1728), был последним в семье, кто хранил фамильный секрет. Он получил хорошее медицинское образование, был трижды женат, и от первого брака имел трёх дочерей. Однако у него не было наследника, и в последние годы его жизни фамильный секрет становится общественным достоянием.